# Lobelia pringlei
Lobelia pringlei är en klockväxtart som beskrevs av Sereno Watson. Lobelia pringlei ingår i släktet lobelior, och familjen klockväxter. Inga underarter finns listade i Catalogue of Life.